# Greg Cannom
Gregory Earl Cannom (Los Ángeles, 5 de septiembre de 1951 – 3 de mayo de 2025) fue un artista del maquillaje estadounidense que consiguió cinco Óscars al mejor maquillaje y peluquería y dos Premios Saturn, y fue nominado a cinco Premios Primetime Emmy y cuatro Premios BAFTA.
Cannom fue conocido por su trabajo en las películas Hook (1991), Drácula de Bram Stoker (1992), Señora Doubtfire (1993), La Máscara (1994), Titanic (1997), El Hombre Bicentenario (1999), Hannibal (2001), La Pasión de Cristo (2004), El Curioso Caso de Benjamin Button (2008), y Vice (2018).
 Por sus contribuciones, fue honrado con un Premio de la Academia por Logros Técnicos en 2005 y un Premio a la Trayectoria otorgado por el Sindicato de Artistas de Maquillaje y Peluqueros en 2018.

## Filmografía
- Los ojos de Tammy Faye (The Eyes of Tammy Faye) (2021)
- El vicio del poder (Vice) (2018) (maquillaje: Christian Bale)
- Fan (2016) (maquillaje: Shah Rukh Khan)
- Kapoor and Sons (2016) (maquillaje: Rishi Kapoor)
- Abraham Lincoln: cazador de vampiros (Abraham Lincoln: Vampire Hunter) (2012) (creador y aplicador de maquillaje especiales)
- El Curioso Caso de Benjamin Button (The Curious Case of Benjamin Button) (2008) (creador y aplicador de maquillaje especiales)
- Babel (2006) (maquillaje: Brad Pitt) (uncredited)
- Mi Abuela Es Un Peligro 2 (Big Momma's House 2) (2006)  (creador de maquillaje especiales)
- El exorcismo de Emily Rose (The Exorcism of Emily Rose) (2005) (asistente de maquillajes especiales)
- Llámame Peter (The Life and Death of Peter Sellers) (2004) (creador de maquillaje especiales)
- Van Helsing (2004) (diseñador de maquillajes especiales)
- Dos rubias de pelo en pecho (White Chicks) (2004) (creador de maquillaje especiales)
- Más falsas apariencias (The Whole Ten Yards) (2004) (maquillaje: Kevin Pollak)
- La pasión de Cristo (The Passion of the Christ) (2004) (asistente de maquillajes especiales)
- Master and Commander: Al otro lado del mundo (Master and Commander: The Far Side of the World) (2003) (maquillaje: Russell Crowe)
- Piratas del Caribe: La maldición de la Perla Negra (Pirates of the Caribbean: The Curse of the Black Pearl) (2003) (artista de maquillaje especiales)
- El monje (Bulletproof Monk) (2003) (artista de maquillajes especiales)
- El detective cantante (The Singing Detective) (2003) (artista de maquillaje especiales)
- Una mente maravillosa (A Beautiful Mind) (2001) (diseñador de maquillajes especiales)
- Ali (2001) (artista de maquillajes especiales)
- La pareja del año (America's Sweethearts) (2001) (artista de maquillajes especiales)
- Monkeybone (2001) (maquillajes especiales)
- Hannibal (2001) (diseñador de maquillajes especiales)
- Little Nicky (2000) (maquillaje: Dana Carvey)
- Mi Abuela Es Un Peligro (Big Momma's House 2)'' (2000) (maquillajes especiales)
- El hombre bicentenario (Bicentennial Man) (1999) (maquillajes especiales)
- El dilema (The Insider) (1999) (maquillaje: Russell Crowe)
- El diablo metió la mano (Idle Hands) (1999) (artista de maquillajes especiales)
- Blade (1998) (artista de maquillajes especiales)
- De la Tierra a la Luna (From the Earth to the Moon) (1998) (mini) Serie de televisión (maquillajes especiales)
- House of Frankenstein (1997) (TV) (creador de maquillaje especiales)
- Titanic (1997) (maquillaje a la anciana Rose)
- Kull el Conquistador (Kull the Conqueror) (1997) (artista de maquillajes especiales)
- Steel (1997) (diseñador del traje de Steel)
- Maleficio (Thinner) (1996) (maquillajes especiales)
  - a.k.a. Stephen King's Thinner
- Alguien mueve los hilos (The Puppet Masters) (1994) (maquillajes especiales)
- La Máscara (The Mask) (1994) (creador de maquillajes especiales)
- La sombra (The Shadow) (1994) (maquillajes especiales)
- Señora Doubtfire (Mrs. Doubtfire) (1993) (diseñador de maquillajes especiales)
- El hombre sin rostro (The Man Without a Face) (1993) (creador de maquillajes especiales)
- Hoffa (1992) (diseñador de maquillajes especiales)
- Eternamente joven (Forever Young) (1992) (maquillajes especiales)
- Drácula, de Bram Stoker (Bram Stoker's Dracula) (1992) (maquillajes especiales)
- Batman Returns (1992) (artista de maquillajes especiales) (diseñador: Mano de Pingüino)
- Alien 3 (1992) (maquillajes especiales: Los Angeles)
- Hook (1991) (maquillajes especiales)
- Star Trek VI: Aquel país desconocido (Star Trek VI: The Undiscovered Country) (1991) (maquillaje del perro alien)
- Kickboxer 2 (1991) (maquillajes especiales)
- Los Inmortales II: El Desafío (Highlander II: The Quickening) (1991) (maquillajes especiales)
- Subspecies (1991) (maquillajes especiales)
- Postales desde el filo (Postcards from the Edge) (1990) (maquillaje: Shirley Maclaine) (uncredited)
- El exorcista III (The Exorcist III) (1990) (creador de maquillajes especiales)
- Línea mortal (Flatliners) (1990) (artista de maquillajes especiales) (sin acreditar)
- Dick Tracy (1990) (artista de maquillajes especiales) (sin acreditar)
- Cyborg (1989) (maquillajes especiales)
- Noche de Miedo 2 (Fright Night Part 2) (1988) (maquillaje: "Louie" y "Bocworth")
- Big Top Pee-wee (1988) (maquillajes especiales)
- Jóvenes ocultos (The Lost Boys) (1987) (maquillajes especiales)
- Pesadilla en Elm Street 3: Los guerreros del sueño (A Nightmare on Elm Street 3: Dream Warriors) (1987) (secuencias)
- Vamp (1986) (maquillajes especiales)
- Cocoon (1985) (maquillajes especiales)
- La gran huida (Dreamscape) (1984) (maquillajes especiales)
- Michael Jackson's Thriller (1983) (V) (artista de maquillajes especiales)
- Cromwell, el rey de los bárbaros (The Sword and the Sorcerer) (1982) (artista de maquillajes especiales)
- La increíble mujer menguante (The Incredible Shrinking Woman) (1981) (maquillajes especiales)
- Aullidos (The Howling) (1981) (artista de maquillajes especiales)
- Sigue vivo (It Lives Again) (1978) (ayudante de Rick Baker)
- La furia (The Fury) (1978) (ayudante de maquillajes especiales)
- Manbeast! Myth or Monster? (1978) (artista de maquillajes especiales)
- Viscosidad (The Incredible Melting Man) (1977) (ayudante de maquillajes especiales)
- Hot Tomorrows (1977) (ayudante de maquillajes especiales)

## Premios y reconocimientos
Premios Óscar
| Año  | Categoría                 | Película                           | Resultado |
| ---- | ------------------------- | ---------------------------------- | --------- |
| 1992 | Mejor maquillaje          | Hook                               | Nominado  |
| 1993 | Mejor maquillaje          | Drácula, de Bram Stoker            | Ganador   |
| 1993 | Mejor maquillaje          | Hoffa                              | Nominado  |
| 1994 | Mejor maquillaje          | Mrs. Doubtfire                     | Ganador   |
| 1996 | Mejor maquillaje          | Roommates                          | Nominado  |
| 1998 | Mejor maquillaje          | Titanic                            | Nominado  |
| 2000 | Mejor maquillaje          | El hombre bicentenario             | Nominado  |
| 2002 | Mejor maquillaje          | Una mente maravillosa              | Nominado  |
| 2005 | Premio a toda una carrera | -                                  | Ganador   |
| 2009 | Mejor maquillaje          | El Curioso Caso de Benjamin Button | Ganador   |
| 2019 | Mejor maquillaje          | El vicio del poder                 | Ganador   |

Premios Emmy
| Año  | Categoría                                | Trabajo                 | Resultado |
| ---- | ---------------------------------------- | ----------------------- | --------- |
| 1995 | Mejor maquillaje en series               | Earth 2: After The Thaw | Nominado  |
| 1998 | Mejor maquillaje en miniserie o telefilm | De la Tierra a la Luna  | Nominado  |
| 2006 | Mejor maquillaje en series               | Will & Grace: Finale    | Nominado  |
| 2014 | Mejor maquillaje en miniserie o telefilm | The Anna Nicole Story   | Nominado  |

Premios BAFTA
| Año  | Categoría                     | Película                | Resultado |
| ---- | ----------------------------- | ----------------------- | --------- |
| 1994 | Mejor maquillaje y peluquería | Drácula, de Bram Stoker | Nominado  |
| 1995 | Mejor maquillaje y peluquería | La Máscara              | Nominado  |
| 1995 | Mejor maquillaje y peluquería | Mrs. Doubtfire          | Nominado  |
| 2019 | Mejor maquillaje y peluquería | El vicio del poder      | Nominado  |

Premios Saturn
| Año  | Categoría        | Película                           | Resultado |
| ---- | ---------------- | ---------------------------------- | --------- |
| 1988 | Mejor maquillaje | The Lost Boys                      | Nominado  |
| 1993 | Mejor maquillaje | Drácula, de Bram Stoker            | Nominado  |
| 1995 | Mejor maquillaje | La Máscara                         | Nominado  |
| 1997 | Mejor maquillaje | Thinner                            | Nominado  |
| 1999 | Mejor maquillaje | Blade                              | Nominado  |
| 2002 | Mejor maquillaje | Hannibal                           | Ganador   |
| 2005 | Mejor maquillaje | Van Helsing                        | Nominado  |
| 2009 | Mejor maquillaje | El Curioso Caso de Benjamin Button | Ganador   |